# Baseball-Bundesliga 1999
Die Baseball-Bundesliga 1999 war die 16. Saison der Baseball-Bundesliga. Während der Titelverteidiger Köln Dodgers die Play-offs klar verpasste, konnte sich der Vizemeister der Vorsaison Paderborn Untouchables seinen ersten Meistertitel sichern: Nach dem ersten Platz der regulären Saison in der Bundesliga Nord bezwangen sie erst den Rekordmeister Mannheim Tornados und im Finale schließlich die Bonn Capitals.

## Reguläre Saison
In den beiden Staffeln Nord und Süd trugen die acht Mannschaften in der regulären Saison jeweils vier Spiele gegeneinander aus. Anschließend spielten die besten vier und die letzten vier Mannschaften noch jeweils zweimal gegeneinander, so dass jede Mannschaft auf regulär 34 Spiele kam.
Die zwei bestplatzierten Mannschaften jeder Staffel qualifizierten sich dann für die Play-offs, in denen über Kreuz im Modus Best-of-Three gespielt wurde.

### 1. Bundesliga Nord
Für die im Vorjahr abgestiegenen Mannschaften Berlin Phoenix und Düsseldorf Senators rückten die Strausberg Sun Warriors und die Bremen Dockers nach.
An der Tabellenspitze sicherten sich die Paderborn Untouchables und die Bonn Capitals in einem Dreikampf mit den Lokstedt Stealers die beiden Play-off-Tickets. Dahinter reihten sich im gesicherten Mittelfeld die Köln Dodgers, Wolfsburg Yahoos und Strausberg Sun Warriors ein. Abgeschlagen beendeten die Bremen Dockers und die Ratingen Goose Necks die Saison auf den Abstiegsrängen.
|    | Team                    | G  | V  | Pct. | GB |
| -- | ----------------------- | -- | -- | ---- | -- |
| 1. | Paderborn Untouchables  | 26 | 8  | .765 | 0  |
| 2. | Bonn Capitals           | 26 | 8  | .765 | 0  |
| 3. | Lokstedt Stealers       | 25 | 9  | .734 | 1  |
| 4. | Köln Dodgers            | 19 | 15 | .559 | 7  |
| 5. | Wolfsburg Yahoos        | 16 | 18 | .471 | 10 |
| 6. | Strausberg Sun Warriors | 15 | 19 | .441 | 11 |
| 7. | Bremen Dockers          | 5  | 29 | .147 | 21 |
| 8. | Ratingen Goose Necks    | 4  | 30 | .118 | 22 |

### 1. Bundesliga Süd
Als Aufsteiger gingen die Baldham Boars in ihre erste Bundesliga-Saison und ersetzten damit die im Vorjahr abgestiegenen Ingolstadt Schanzer.
Souverän sicherten sich die Mainz Athletics den Sieg der Bundesliga Süd. Sie wurden von den Mannheim Tornados in die Play-offs begleitet, die in der Endabrechnung punktgleich mit den Regensburg Legionären abschnitten. Die Legionäre verpassten damit zum zweiten Mal in Folge glatt die Play-offs.
Abgestiegen sind die Ladenburg Romans, die nach der regulären Saison nicht mehr in die Wertung genommen wurden, so dass die Play-downs im Süden nur unter drei Mannschaften ausgespielt wurden.
|    | Team                 | G  | V  | Pct.  | GB |
| -- | -------------------- | -- | -- | ----- | -- |
| 1. | Mainz Athletics      | 29 | 5  | 0.853 | 0  |
| 2. | Mannheim Tornados    | 25 | 9  | 0.735 | 4  |
| 3. | Regensburg Legionäre | 25 | 9  | 0.735 | 4  |
| 4. | Friedberg Braves     | 14 | 20 | 0.412 | 15 |
| 5. | Tübingen Hawks       | 17 | 15 | .531  | -  |
| 6. | Baldham Boars        | 11 | 21 | .344  | -  |
| 7. | Grünwald Jesters     | 9  | 23 | .281  | -  |
| 8. | Ladenburg Romans     | 0  | 28 | .000  | -  |

## Play-offs
Wie im Vorjahr setzten sich im Halbfinale jeweils die Mannschaften aus der Bundesliga Nord durch. Die Paderborn Untouchables hatten nach der Niederlage im Vorjahr diesmal das bessere Ende für sich und setzten sich in einem äußerst knappen Finale gegen die Bonn Capitals durch.
| Halbfinale | Halbfinale             | Halbfinale | Halbfinale | Halbfinale |  |    | Finale                 | Finale | Finale | Finale | Finale |
|            |                        |            |            |            |  |    |                        |        |        |        |        |
| S1         | Mainz Athletics        | 4          | 8          |            |  |    |                        |        |        |        |        |
| N2         | Bonn Capitals          | 5          | 9          |            |  | N2 | Bonn Capitals          | 6      | 8      | 4      |        |
| S2         | Mannheim Tornados      | 11         | 10         | 2          |  | N1 | Paderborn Untouchables | 7      | 6      | 5      |        |
| N1         | Paderborn Untouchables | 7          | 11         | 8          |  |    |                        |        |        |        |        |